# Parischnogaster striatula
Parischnogaster striatula är en getingart som först beskrevs av François du Buysson 1905.  Parischnogaster striatula ingår i släktet Parischnogaster och familjen getingar. Inga underarter finns listade i Catalogue of Life.